# Patria AMV
Patria AMV (Armored Modular Vehicle) — багатоцільова військова машина з колісною формулою 8×8, виробляється фінською оборонною компанією Patria.
Головною особливістю AMV є його модульна конструкція, яка дозволяє встановлювати різні башти, озброєння, датчики або системи зв’язку на одній платформі. Існують проекти для різних версій БТР (бронетранспортер) і БМП (бойова машина піхоти), версій зв’язку, санітарних машин та різних версій вогневої підтримки, озброєних великокаліберними мінометами та гарматними системами. 
Машина має дуже хороший рівень протимінного захисту та може витримувати вибухи до 10 кілограмів  тротилового еквівалента. AMV має рівень захисту до 30 мм APFSDS лобової проєкції. Іншою важливою особливістю є дуже хороша мобільність, яка поєднує швидкість, маневреність і комфорт екіпажу на пересіченій місцевості, що забезпечується складною, але міцною гідропневматичною підвіскою, яка регулює кожне колесо окремо. 

## Історія
AMV з'явився в результаті розслідування, проведеного штабом армії Фінляндії в 1995 році щодо різних концепцій бронеавтомобілів. У 1996 році компанія Patria Vehicles почала розробляти різні концептуальні машини і виявила, що  бронетранспортер з колісною формулою 8×8  найбільше підходить як заміна для  Sisu Pasi з колісною формулою 6×6 .У 1999 році Сили оборони Фінляндії (FDF) замовили концептуальне дослідження , яке було готове до 2000 року. Patria продовжила розробку машини, і перший прототип AMV був готовий до випробувань у листопаді 2001 року. У грудні 2001 року FDF замовили два дослідні зразки, які були поставлені у 2003 році 
Пізніше в 2003 році FDF замовили 24 Patria AMV, оснащені AMOS для постачання в 2006-09 роках. У FDF також заявили, що вони планують замовити близько 100 одиниць, оснащених озброєнням з дистанційним керуванням, а пізніше розмістили замовлення на 62. У грудні 2002 року Міністерство оборони Польщі розмістило замовлення на 690 машин, що зробило Patria провідним виробником БМП у діапазоні 15–27 тонн у Європі. Наступні угоди укладалися по всій Європі, а також у Південній Африці та Об’єднаних Арабських Еміратах — у багатьох місцях вони вироблялися на місцевому виробництві. У 2004 році AMV стала першою бойовою машиною 4-го покоління такого типу, яка була запущена в серійне виробництво. 
Дизайн базувався на досвіді, отриманому під час створення Pasi, і на відгуках клієнтів про цей транспортний засіб.  Він був повністю спроектований у віртуальному 3D-середовищі до початку будівництва, і успішне тестування прототипу показало, що він виправдав усі очікування. 
Спочатку автомобіль був розроблений у варіантах 6×6, 8×8 і 10×10, але варіант 10×10 пізніше був відкинутий. 

## Варіанти

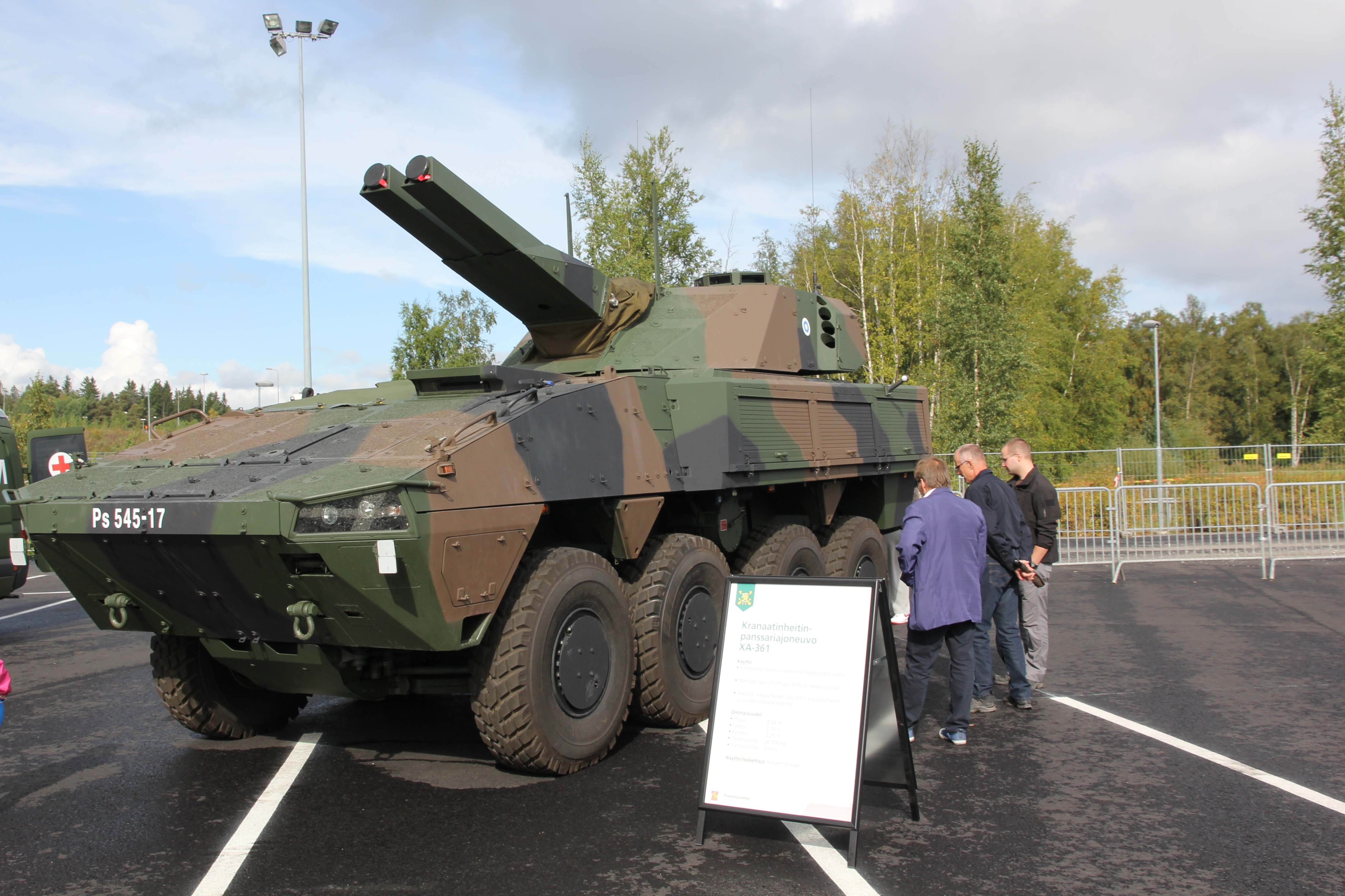
Фінська АМВ з мінометною баштою AMOS

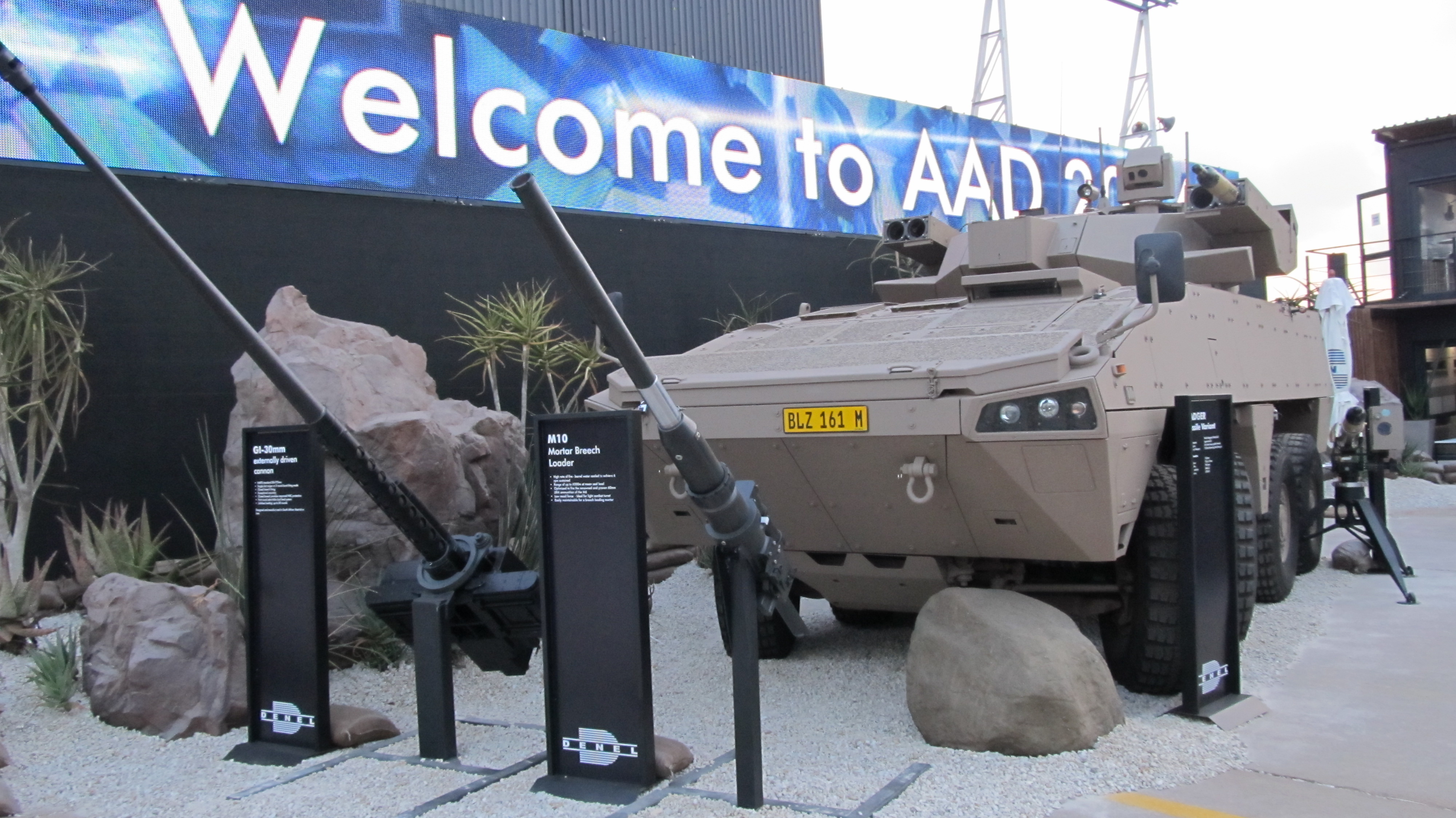
Варіант південноафриканського винищувача танків Badger разом із гарматою калібру 30 мм x 173 і мінометом калібру 60 мм, який можна встановити в модульній бойовій башті.

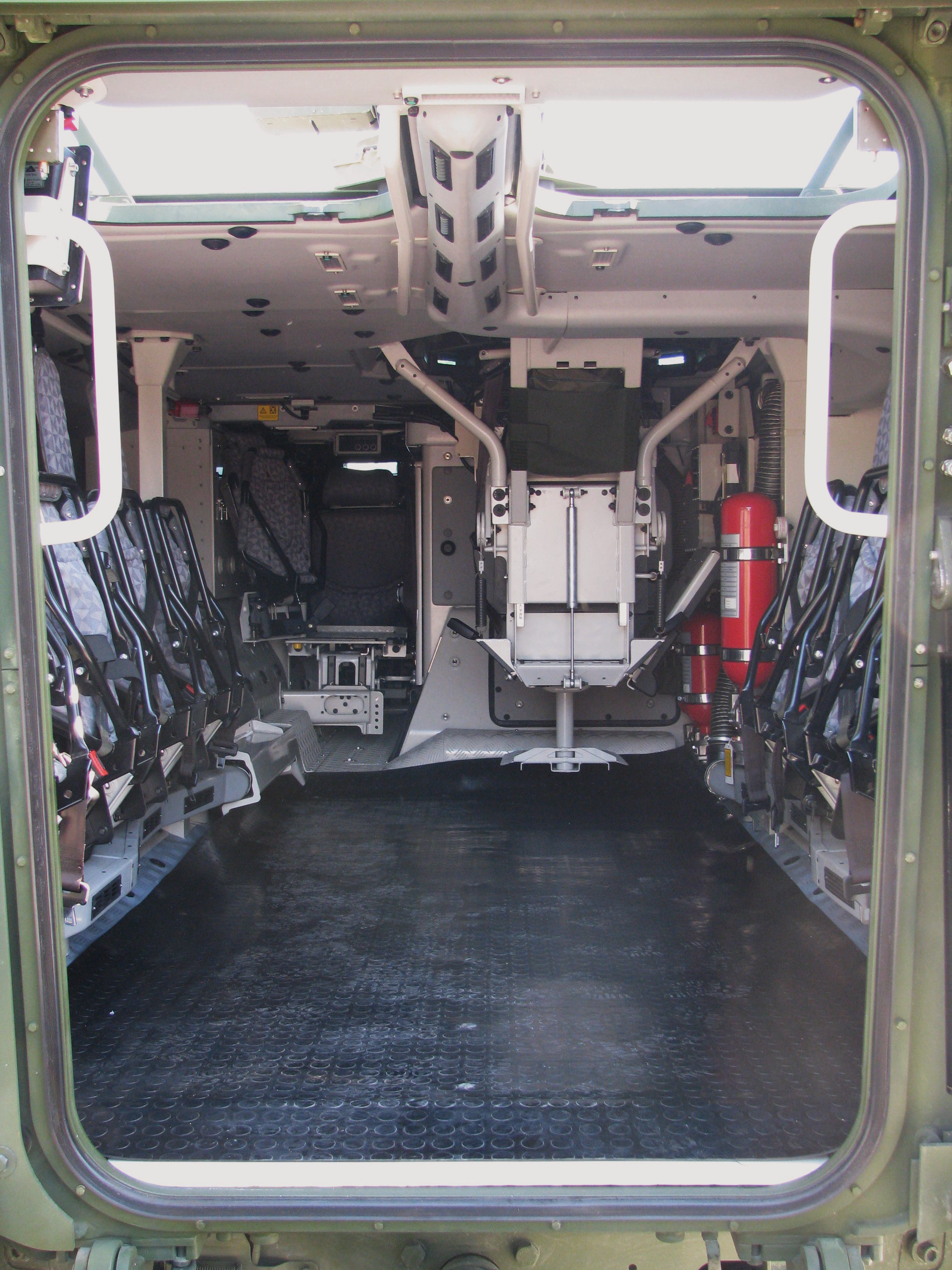
Хорватський AMV, задній відсік (безбаштовий)

AMV пропонується в трьох основних варіантах: базова платформа, платформа з високим дахом і платформа для важкого озброєння.
- Базова платформа AMV включає БТР, БМП, C2 (що це?), санітарну машину, розвідувальну машину, мінометну машину, FCV, ПТРК і MGS. Базова платформа також може бути представлена як розширена платформа Basic L зі збільшеним внутрішнім об'ємом.
- Платформа з високим дахом AMV має більший і вищий задній відсік, що дозволяє виконувати більш об'ємні роботи всередині автомобіля. AMV SP підходить для C3 (comand, control and communication), великих машин швидкої допомоги та автомайстерень.
- Платформа AMV з важким озброєнням має міцнішу конструкцію, що дозволяє встановлювати важкі системи озброєння, наприклад Patria AMOS 120 мм мінометну башту або мобільну гармату.

### Patria AMVXP
У 2013 році Patria випустила нову модернізовану версію AMV. У червні 2014 року Patria оголосила назву свого наступного покоління бронеавтомобілів 8×8 Patria AMV XP, що розшифровується як Extra Payload, Extra Performance і Extra Protection. 

### Lockheed Patria Havoc AMV (Сполучені Штати)
Для захисту від мінних атак Havoc мав би використовувати  підрамник, а не V-подібний корпус .  У квітні 2013 року Havoc успішно завершив амфібійні випробування в рамках оцінки для програми MPC.
Програму Marine Personnel Carrier було призупинено в червні 2013 року,  відновлено в лютому 2014 , а потім реструктуровано як Фаза 1 програми бойових десантних машин (ACV),  яка включала попередні заявки конкурентів MPC. 
Протягом літа 2013 року Havoc успішно завершив випробування систем захисту під час серії вибухових випробувань. Автомобіль пройшов усі випробування порогових та об’єктивних систем захисту, і прилади вказували на те, що жоден із трьох членів екіпажу та дев’ятьох морських піхотинців, які були висаджені з неї, не отримали жодних травм, які призвели б до втрати боєздатності. Компанія Lockheed представила звіт, в якому продемонструвала високий ступінь спільності між Havoc та іншими транспортними засобами Корпусу морської піхоти, спрямований на зниження вартості, вимог до навчання та потреб у матеріально-технічному забезпеченні. 
У вересні 2014 року Lockheed Havoc AMV пройшов випробування в автомобільному випробувальному центрі штату Невада на трасі Butte Mountain Trail.  Lockheed планував запропонувати Havoc у програмі Корпусу морської піхоти ACV на першому етапі і надати їм 16 транспортних засобів для випробувань після того, як на початку 2015 року було опубліковано запит пропозицій .  У липні 2015 року партнерство між Patria і Lockheed Martin завершилося, і Havoc не було запропоновано до програми бойової десантної машини. 

### Інші варіанти
- У словенському варіанті «SKOV Svarun» використовуються спеціально розроблені гідравлічні двері. У нових дверях є додаткове місце для транспортування боєприпасів, двох протитанкових знарядь типу РПГ та кулемета загального призначення. [14]
- Південноафриканський варіант « Badger », оснащений пакетом броні під підлогою від Land Mobility Technologies (LMT) і Denel Land Systems Modular Combat Turret (MCT). Пропонується у варіантах секції, вогневої підтримки, мінометів, командування та ракет. [15] Через різні чинники, наприклад, неправильне управління проектом і участь братів Гуптас і партнерів </link>, він ще не надійшов на озброєння Південної Африки.
- Словацький варіант «BOV 8x8 VYDRA» озброєний 30-мм гарматою GTS 30, встановленою на TURRA 30 з системою управління вогнем і контейнерами для боєприпасів. [16]
- Варіант ОАЕ трохи подовжений (на 0,4 м довший), що дозволяє встановити більш простору вежу БМП-3 і ту ж кількість солдатів, що й оригінальна модель АМВ. [17] [18]
- BAE співпрацює з Patria, щоб запропонувати AMV35, версію AMV з вежею E35 від CV9035 для створення бойової розвідувальної машини для австралійської армії Land 400 Phase 2. [19] [20]
- Patria створила AMV з вежею CMI Defense CT-CV 105HP. Башта оснащена автоматом заряджання, системою лазерного попередження та можливостями ствольного запуску керованої ракети. [21] [22]

## Сервіс

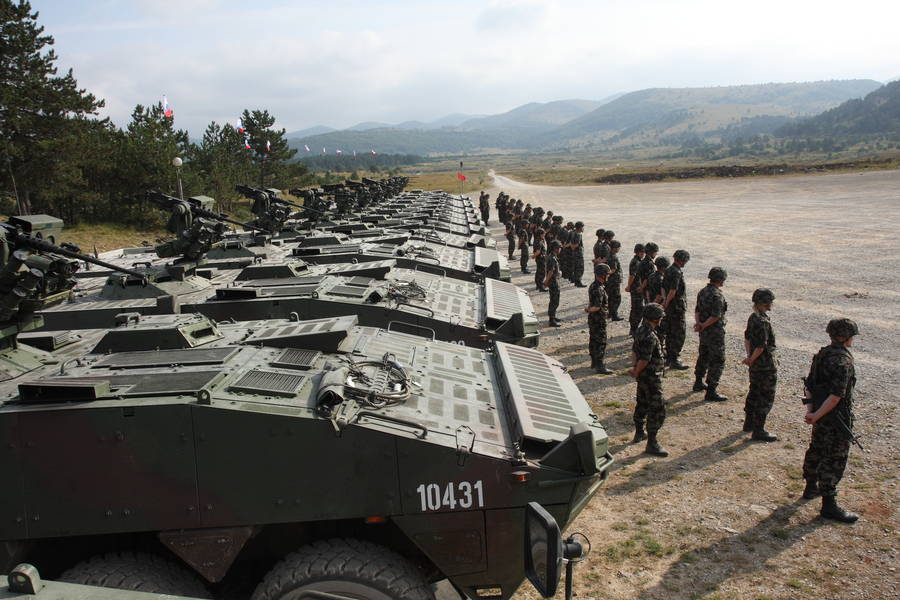
Словенські AMV

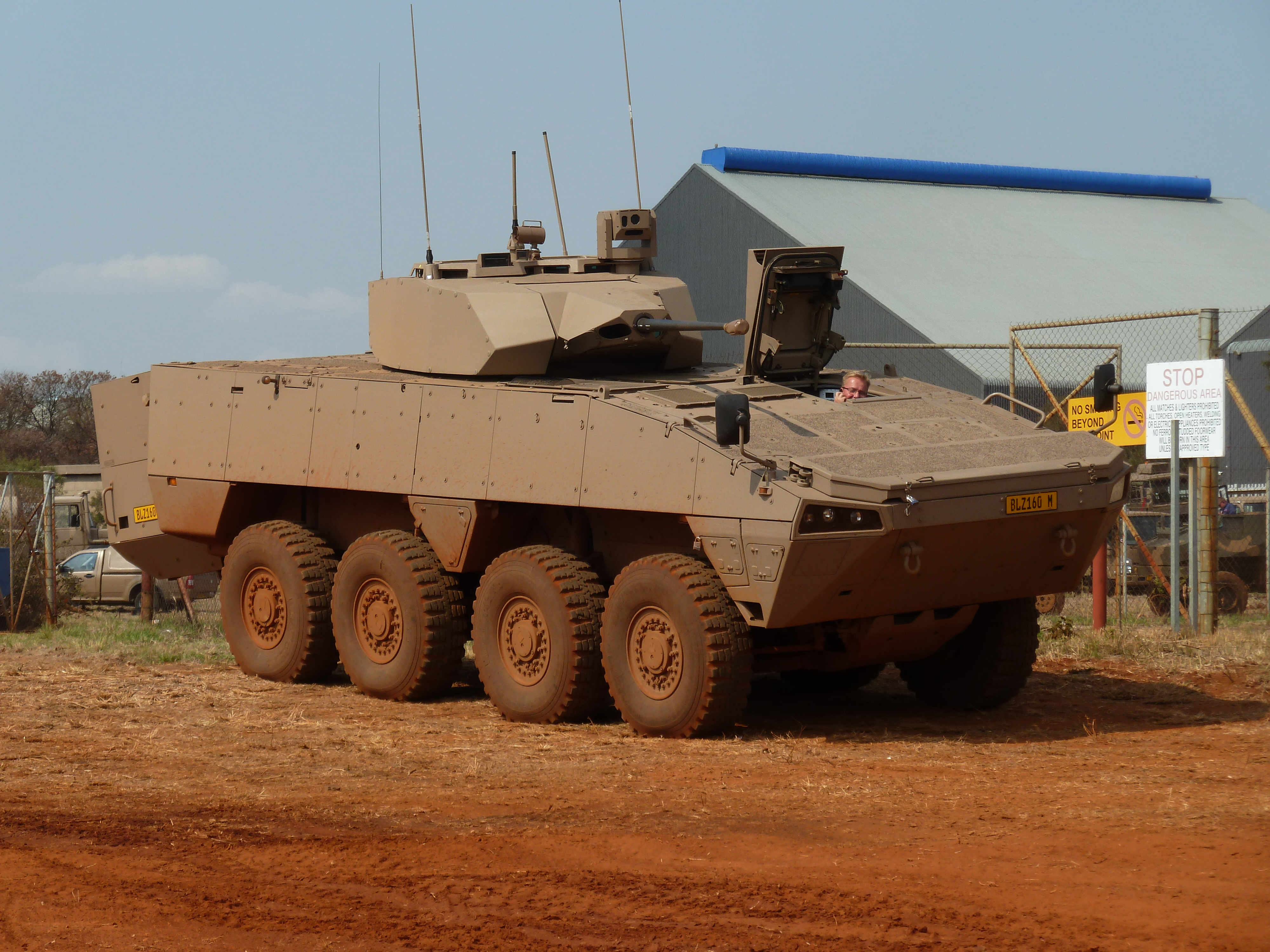
Південноафриканський борсук з баштою DLS MCT-30

У 2003 році Польська армія замовила 690 машин, у тому числі 313 БМП з італійським Oto Melara 30 mm Hitfist -30P туреллю і 377 БМП в різних інших конфігураціях, які мають бути поставлені між 2004 і 2013 роками. Частина польських машин була розгорнута в Афганістані . На озброєнні польської армії ці машини відомі як KTO Rosomak (« росомаха ») . У 2013 році польська армія замовила ще 307 одиниць техніки, у тому числі 122 БМП і 80 мінометів, що становить 997 одиниць, що зробило Польщу найбільшим оператором із достатнім відривом. Машини виготовляються в Польщі за ліцензією. У 2017 році Міністерство оборони Польщі заявило, що виробництво KTO Rosomak тепер на 100% базується в Польщі.
Фінська армія замовила 24 AMV, оснащені мінометною системою AMOS, і 62 AMV, оснащені системою дистанційного озброєння Protector (RWS) для великокаліберного кулемета .50 M2HB QCB або гранатометного кулемета GMG . На озброєнні фінської армії стандартна версія відома як XA-360, а версія з системою AMOS - як XA-361.
У червні 2006 року Міністерство оборони Словенії оголосило, що БМП Patria стане новою бойовою броньованою машиною словенських збройних сил. Patria поставить 135 машин, частина з яких буде оснащена мінометом NEMO, частина - дистанційно керованою 30-мм гарматою Elbit, а решта - баштами Kongsberg Protector. Звинувачення фінських ЗМІ в тому, що Patria використовувала хабарництво для отримання словенського контракту, призвели до скандалу і кримінального розслідування у Фінляндії і, можливо, сприяли поразці прем'єр-міністра Янеза Янші на парламентських виборах у Словенії в 2008 році. Через фінансову кризу оборонний бюджет кілька разів скорочувався. Спочатку до контракту на поставку 135 машин мали внести зміни, щоб отримати меншу кількість машин з кращим озброєнням. Пізніше міністерство оборони зазнало ще більших фінансових скорочень. У 2012 році міністр оборони оголосив про розірвання контракту, до того часу було отримано 30 машин. У середньостроковій перспективі планується закупити більше бронетехніки та озброєння вищого калібру.
У травні 2007 року південноафриканська компанія Denel Land Systems отримала контракт на будівництво покращеної версії AMV з високим рівнем балістичного і протимінного захисту для Південноафриканських національних сил оборони (SANDF). AMV замінить південноафриканські "Рателі" в рамках проекту "Підкова" ("Hoefyster"). Передбачено п'ять різних версій: Командна, мінометна, ракетна, бойова та вогнева машини[27]. У листопаді 2013 року Denel Land Systems і Patria оголосили про підписання угоди про серійне виробництво і постачання броньованих колісних машин Patria AMV 8×8 до Південної Африки. Угода включає 238 машин, причому 5 передсерійних машин були поставлені на етапі розробки[28]. У 2023 році SANDF все ще володіла 4 з 5 оригінальних передсерійних машин, але фактично не прийняла їх на озброєння[29]. Решта замовлення залишилася невиконаною через фінансові труднощі компанії Denel[29].
У липні 2007 року Міністерство оборони Хорватії обрало БМП Patria як нову бойову броньовану машину для Збройних сил Республіки Хорватія на першому в історії країни міжнародному тендері.[30] Буде поставлено 84 БМП. Спочатку план передбачав поставку 84 машин з колісною формулою 8×8 та 42 машин з колісною формулою 6×6. Міністерство оборони Хорватії схвалило закупівлю 84 машин Patria AMV 8×8. Ідея конфігурації 6×6 була відкинута, а решта 42 машини були вирішені як 8×8. Закупівля решти 42 AMV була здійснена в грудні 2008 року. Через фінансову кризу контракт був дещо змінений у квітні 2010 року. Спочатку планувалося скоротити замовлення вдвічі, йшлося про 64 машини, але було вирішено, що загалом буде замовлено 126 одиниць. Для того, щоб дещо зменшити вартість угоди, найдорожчі варіанти, такі як NEMO або інженерні підрозділи, ймовірно, будуть замінені на дешевші варіанти БТР. З іншого боку, виробництво буде прискорено, і всі машини мають бути поставлені до кінця 2012 року.
У 2006 році уряд Республіки Північна Македонія оголосив, що закупить той самий тип, який виберуть хорватські військові після тестових випробувань у 2007 році - оскільки це буде дешевше, ніж проводити власні випробування. Конфігурація машин Patria, які зрештою переможуть у конкурсі, буде подібною до тих, що стоять на озброєнні у Словенії, але, ймовірно, у меншій кількості. Жодного контракту не було опубліковано 
У січні 2008 року Patria оголосила, що збройні сили Об'єднаних Арабських Еміратів замовили AMV, оснащений баштою БМП-3 . Кількість машин ще не оголошена.
У січні 2008 року Patria запропонувала поставити 30 AMV протягом чотирьох місяців з моменту замовлення, якщо чеська армія вибере AMV як наступний БТР. Чеська армія раніше обрала австрійський Steyr Pandur як свій наступний БТР, але чеський уряд відмовився від угоди наприкінці минулого року, посилаючись на невиконання Steyr зобов’язань, що випливають із контракту. 
У серпні 2010 року Patria продала 113 БТР до Швеції за 250 мільйонів євро. Угода включала опціон на ще 113 машин у майбутньому.

## Бойова історія
Війна в Афганістані (2001–2014)

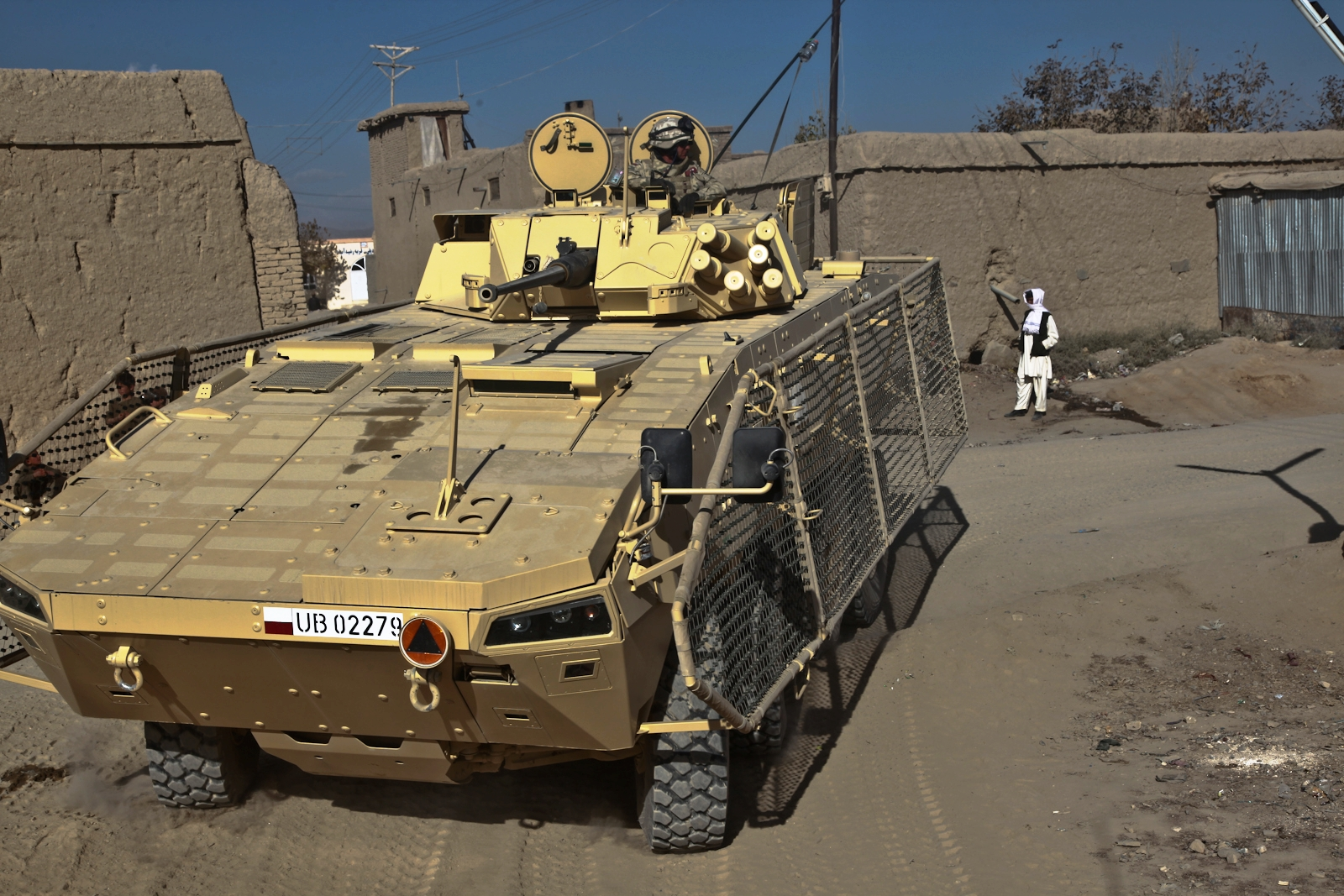
Польська версія Patria AMV, відома як KTO Rosomak type M1M, в Афганістані

- Контингент Сухопутних військ Польщі, який входив до складу Міжнародних сил сприяння безпеці, з 2007 року використовував в Афганістані 35 (згодом збільшено до 128) машин KTO Rosomak (зокрема 5 медико-евакуаційних). БТРи були оснащені додатковою сталево-композитною бронею . На початку 2008 року польський Rosomak, що служив в Афганістані (версія з модернізованою бронею), був атакований повстанцями Талібану . Машину влучили ракетами РПГ-7, але вона зуміла  відкрити вогонь у відповідь та повернулася на базу без будь-якої допомоги. [24] У червні 2008 року "Росомаху" атакували таліби і влучили в лобову броню з РПГ, яка не пробила броню.  У 2009 році, як повідомлялося, перший солдат загинув під час подорожі в Росомаку після того, як СВУ вибухнув під транспортним засобом, в результаті чого він перекинувся і розчавив навідника, який стояв у відкритій башті. Подібні вибухи, спричинені мінами та СВУ, траплялися й раніше, хоча вони не призводили до жертв. [25] [26] [27]
- У жовтні 2010 року взвод техніки «Сварун» був направлений до Афганістану для підтримки словенських OMLT . [28]

Місія Європейського Союзу в Чаді (2008–2009)
Сили Європейського Союзу Чад/ЦАР використали 16 KTO Rosomak (включно з 2 евакуаційними). 
Втручання Саудівської Аравії та Об’єднаних Арабських Еміратів у Ємен (2015–дотепер)
Армія Об’єднаних Арабських Еміратів використовувала 8×8 Patria AMV з дистанційно керованими баштами в наступі вздовж західного узбережжя Ємену. 
Російсько-Українська війна
БТР польського виробництва Patria перебувають на озброєнні Збройних сил України під час російського вторгнення в Україну з осені 2023 року.  

## Оператори

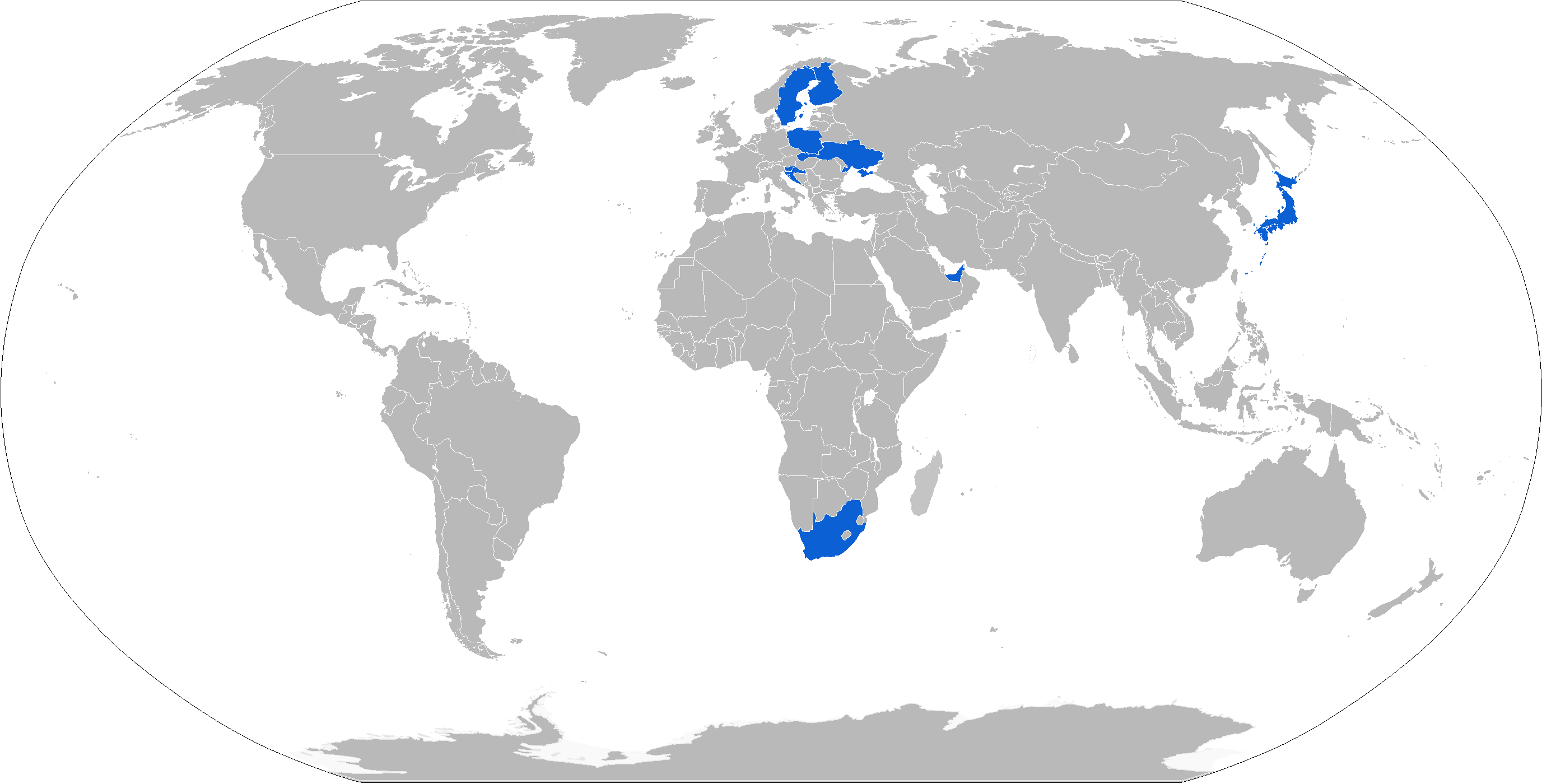
Синя карта операторів Patria AMV

### Поточні оператори

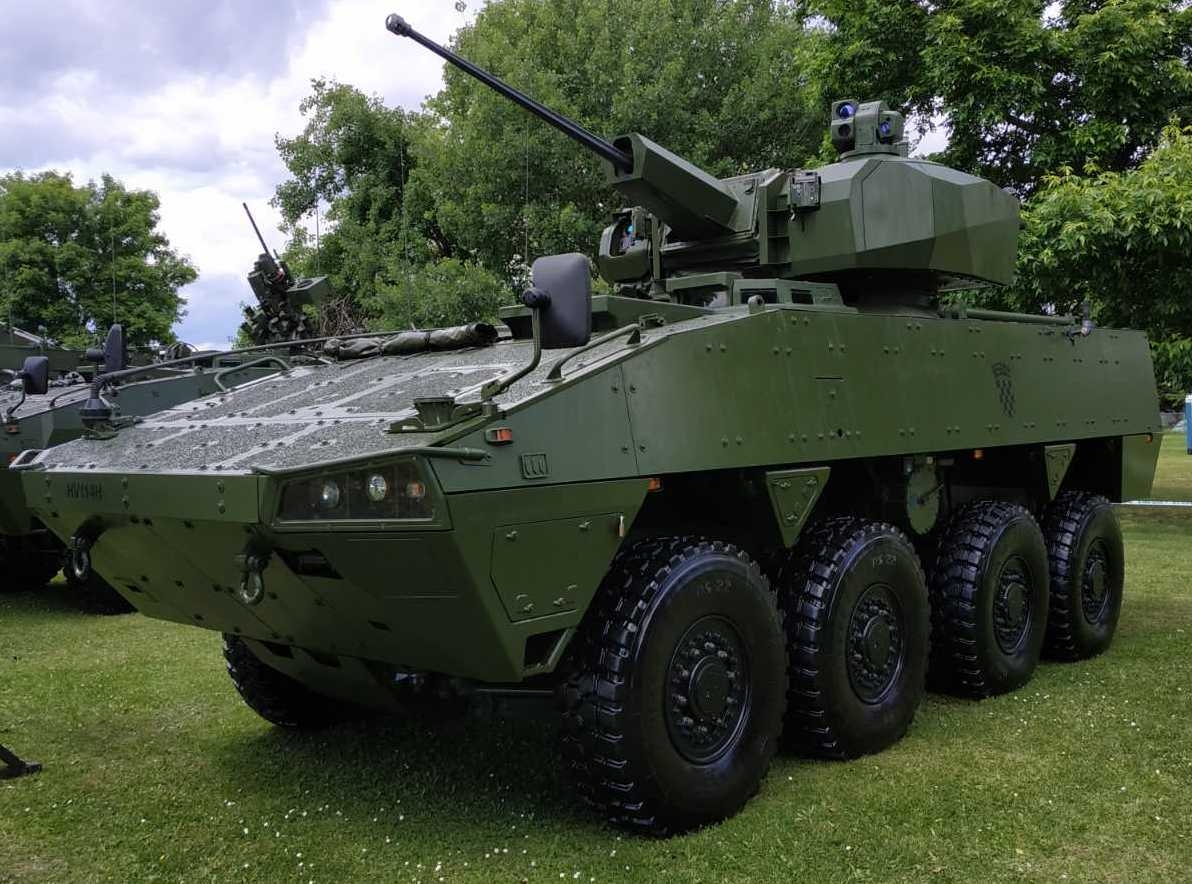
Patria AMV Збройних сил Республіки Хорватія

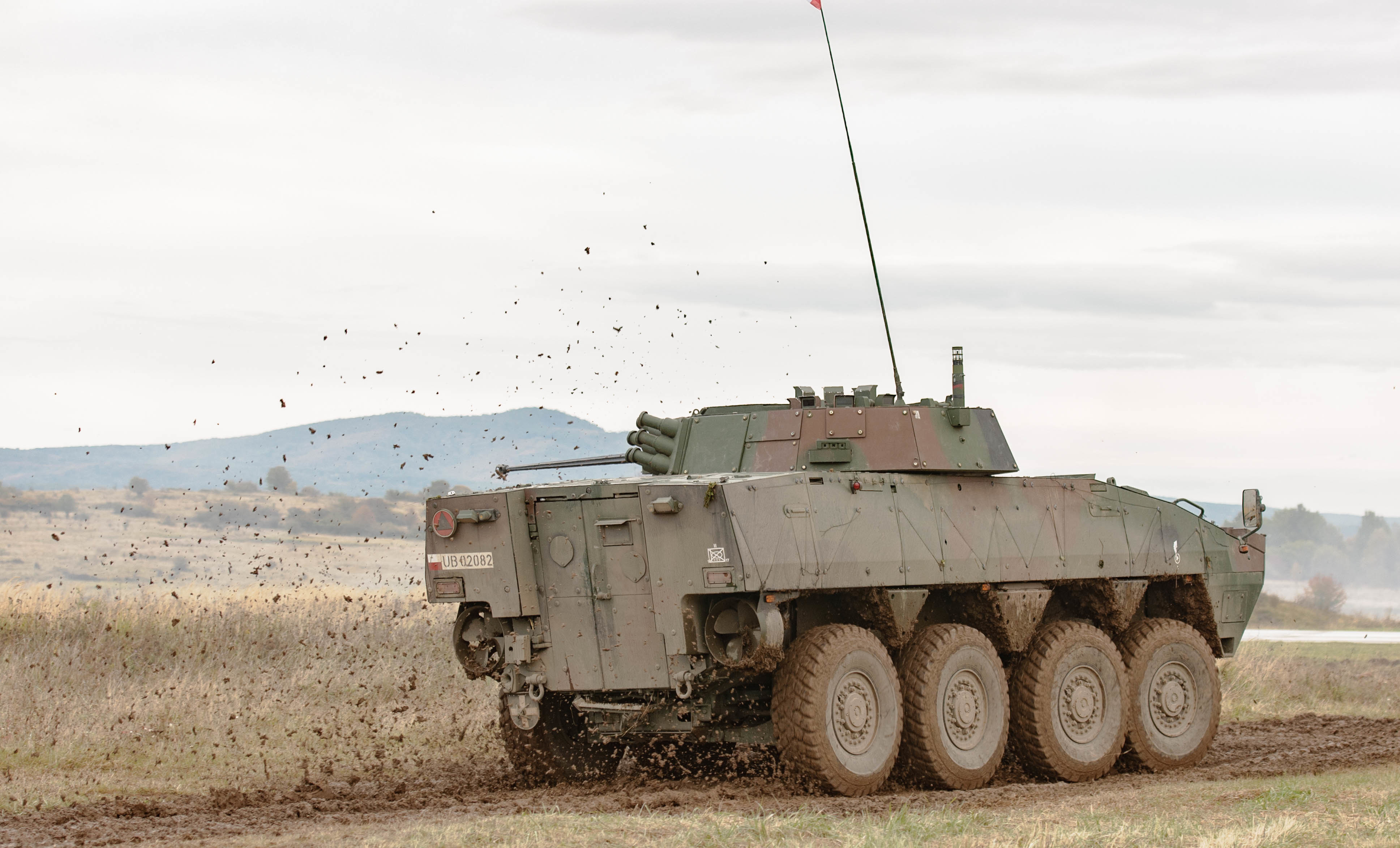
Польська БМП KTO Rosomak з баштою Hitfist-30P.

Хорватія (126 in service, 30 on order)
Orders:
- 84 Patria AMV ordered in 2007 in 3 variants (BOV an APC, BOV-Sn an ambulance, BOV-Log a logistics variant) manufactured in Croatia.
- 42 Patria AMV ordered in December 2008 in 3 variants (BOV an APC, BOV-Sn an ambulance, BOV-Log a logistics variant) manufactured in Croatia.
- 30 Patria AMV IFV ordered in March 2023, to be equipped with Elbit UT30MK2 turrets outfitted with Spike LR missiles for €158 million, to be delivered by 2028.

12 additional Patria AMV IFV are expected to fill the Medium Brigade requirements.
 Фінляндія (80)
62 standard APCs equipped with Kongsberg turrets and 18 armoured wheeled mortar carriers equipped with the AMOS mortar system.
 Польща (1197)
1,197 APCs and amphibious AFVs. Manufactured under license at Rosomak S.A, marked as KTO Rosomak (Kołowy Transporter Opancerzony Rosomak, transl. wheeled armored personnel carrier "Wolverine"). All of the ordered vehicles were delivered by 2019. In 2013 the original order for 359 IFVs and 331 base vehicles was increased by 307 units—including 122 IFVs with new turret. In 2013 there were a total of 570 vehicles in service In January 2015, the Polish army placed an order for 200 additional vehicles. This brought the total number of vehicles in operation up to 977.
  Словаччина (76)
In March 2022 the Slovakian Ministry of Defence selected Finland and Patria AMVxp 8x8 as BOV 8x8 programme tender winner. 76 vehicles, new version of Patria AMVXP ordered and being delivered.
  Словенія (30+106)
30 vehicles that had already been delivered, due to economic and legal questions.
11 липня 2024 року Прем'єр-міністр Словенії Роберт Голоб оголосив, що Словенія придбає 106 машин Patria AMVxp після конкурсу між чотирма претендентами.  Машини будуть використані для створення середньої батальйонної бойової групи, а згодом і розвідувального батальйону. 
 Швеція (113)
Швеція зробила замовлення на 113 автомобілів і мала опціон на таку ж кількість машин, але шведський суд наказав провести конкурс повторно. У серпні 2010 року новий конкурс завершився тим же результатом, що і попередній: Швеція замовила у Patria 113 автомобілів.. Перші автомобілі були доставлені в березні 2013 року.
 ОАЕ (55)
Армія Об'єднаних Арабських Еміратів замовила початкову оціночну партію з 15 автомобілів. Ці машини будуть оснащені баштами БМП-3 і тому були дещо модифіковані, включаючи дещо довший корпус. У січні 2016 року Генеральний штаб збройних сил ОАЕ замовив 40 корпусів Patria AMV з можливістю придбати ще 50. Автомобілі були відвантажені в червні 2016 року з польської виробничої лінії Patria.Patrias використовуються в Ємені в бойових діях.
 Японія (Приблизно 810)
У грудні 2020 року повідомлялося, що дві машини Patria AMVXP 8×8 відправляються до Японії з Фінляндії для проведення польових випробувань для участі в проекті Next Wheeled Armored Vehicle Міністерства оборони Японії. У грудні 2021 року Міноборони розпочало польові випробування цього автомобіля та неназваного бронеавтомобіля виробництва Mitsubishi Heavy Industries. У грудні 2022 року Міністерство оборони Японії уклало контракт на AMV через компанію Patria Japan.Очікується, що перша партія складе 140 одиниць. 140 двигунів було замовлено Японією у компанії Scania для цього автомобіля. У серпні 2023 року Patria та Japan Steel Works Ltd. (JSW) підписали ліцензійну угоду про виробництво автомобілів в Японії. Угода уможливлює місцеве виробництво відповідно до програми наземних сил самооборони Японії з розробки колісних бронетранспортерів (WAPC).
 ПАР (238)
238 одиниць замовлено. Позначається як Badger[65]. Буде п'ять версій: стандартний піхотний транспортер, командна машина, варіант вогневої підтримки, мінометний транспортер і мисливець за танками. Початок ліцензійного виробництва в Південній Африці компанією Denel було заплановано на 2012 рік, але через фінансові труднощі компанії це було відкладено до 2017 року, а згодом до 2023 року..Станом на листопад 2023 року жодного серійного Badgers не було поставлено Південноафриканська армія мала на озброєнні 4 передсерійні моделі, поставлені Denel для випробувань, але вони не були офіційно прийняті на озброєння.
 Україна (200)
У квітні 2023 року Україна замовила 100 автомобілів з польського заводу. Автомобілі будуть оплачені за рахунок коштів, виділених ЄС та США..Пізніше, в інтерв'ю, президент Зеленський заявив, що буде 200 машин, 100 зараз, 100 пізніше. Угода включатиме міномети.

### Потенційні оператори
Словенія (up to 106)
Slovenian Army шукає до 106 БТР з бюджетом 700 млн євро після того, як відхилила контракт на Boxer.Фіналістами конкурсу стали Piranha V,  Freccia, Rosomak L і Patria AMVXP.
  Чилі (> 200)
Чилійська армія шукає заміну своїм 160 Piraña I 6×6 і 30 Piraña I 8×8. У довгостроковій перспективі планується закупити понад 200 машин, але поки що перший етап заміни включає тендер на 40 бронеавтомобілів з колісною формулою 8×8. У вимогах зазначена максимальна вага 38 тонн. Серед відомих конкурентів:
- Altuğ by the Turkish BMC
- AMV by the Finnish Patria Group
- Arma by the Turkish Otokar
- Freccia by the Italian Iveco
- Pandur II 8×8 by the Czech Excalibur Army

### Невдалі поставки
Австралія
BAE Systems Australia і партнер Land 400 по тендеру Patria були підтверджені як один з двох учасників, відібраних для участі в 12-місячній діяльності з мінімізації ризиків для програми бойових розвідувальних машин Land 400 фази 2 для австралійської армії. Іншим тендером був німецько-нідерландський BOXER IFV. Німецький BOXER був оголошений переможцем у березні 2018 року.
 Болгарія
Patria AMV, а віднедавна (з 2017 року) Patria AMVXP є сильним претендентом на замовлення в новому болгарському проекті нового типу колісної БМП.Спочатку проект передбачав поставку 238 машин у різних варіантах (з них 100 бойових, решта - для бойового забезпечення (розвідка, бойові інженерні машини тощо) та забезпечення бойових служб (медична евакуація тощо)). Наприкінці 2016 року Міністерство оборони Болгарії переглянуло умови і з бюджетних міркувань скоротило кількість бойових машин до 90. Вимога про те, що бойові, CS і CSS варіанти повинні бути на одній стандартній платформі, була скасована. Новий базовий варіант проекту передбачає 90 бойових машин і 108 машин підтримки загальною вартістю 1,22 млрд. левів, або близько 600 млн. євро. RfI-листи були надіслані доGeneral Dynamics Land Systems – MOWAG (for the Piranha V and the Pandur II), Nexter Systems (for the VBCI), Patria Oy (для Patria AMV і Patria AMVXP, обидва були продемонстровані в країні), Rheinmetall Defence AG (for the Boxer), Textron (спільну пропозицію з компанією Rheinmetall Defence AG щодо Boxer у бойовій ролі та Commando Select зібрані в Болгарії в ролях бойового забезпечення та бойового обслуговування. Textron запропонував власний прототип 6x6 в бойовій ролі, але через його ще недоведений статус він вважається найслабшою альтернативою), Iveco-Leonardo Defence System (для БМП B1Centauro в оновленому 120-мм варіанті B2) та Krauss Maffei Wegman GmbH (також для Boxer). На початку 2017 року міністр оборони в тимчасовому уряді Герджикова вирішив, що RfI-листи мають бути надіслані ще 7 компаніям. Лише "Отокар" (для "Арма"), ФНСС (для "Парс") та WMZ (для КТО "Росомаха") були надійними претендентами. Попередниками в конкурсі наприкінці 2017 року були Piranha V, Patria AMVXP і Otokar Arma. Patria Group висловила готовність залучити болгарські компанії оборонного сектору в якості субпідрядників до виробництва не лише майбутніх болгарських машин, але й для експортних ринків.
 Шаблон:CZR (199)
Pandur II 8×8 був відібраний у 2006 році, і він змагався з Patria AMV.
  Португалія (260 planned, 188 produced)
Pandur II 8×8 був обраний у 2005 році і конкурував з Piranha IIIC і  Patria AMV 
 Іспанія
У 2015 році іспанська армія запустила програму заміни VEC-M1, BMR-M1 і частини парку M113 . Конкурентами були Boxer, Freccia, Patria AMV, Piranha V, SEP і VBCI . 
У вересні 2015 року конкурс виграв GDELS з Piranha V .  У грудні 2019 року уряд Іспанії скасував програму та відновив конкурс.  У серпні 2020 року Piranha V компанії GDELS Santa Barbara Sistemas у співпраці з Indra Sistemas і Sapa Placencia знову виграла конкурс на першу партію з 348 автомобілів за 1,74 мільярда євро.  Він відомий як  Dragon .

### Оператори лише для оцінки
США
БТР Patria взяв участь у випробуваннях бойової машини-амфібії у США. Lockheed Martin співпрацювала з Patria, пропонуючи AMV під назвою Havoc, але припинила співпрацю з Patria і запропонувала інший транспортний засіб для програми в липні 2015 року. У 2016 році LM представила нову бронемашину ACV.

## Музейні експонати
- Музей танків Parola, Hattula, 1 варіант БТР з баштою Kongsberg і 1 макет AMOS [81]

## Порівняльні характеристики
|  | Україна БТР-4Е | Україна БТР-3Е1 | Росія БТР-82А | Німеччина GTK Boxer | Франція VBCI | Фінляндія/ Польща Patria AMV/KTO Rosomak |
|  | -------------- | --------------- | ------------- | ------------------- | ------------ | ---------------------------------------- |

| Зовнішній вигляд                       |                       |                       |                 |                                        |             |                                     |
| Рік прийняття на озброєння             | 2011                  | 2011                  | 2011            | 2011                                   | 2008        | 2003                                |
| Бойова маса, т                         | ~20,0                 | 16,5                  | 15,4            | 33,0                                   | 25,6        | 17,0-27,0                           |
| Екіпаж                                 | 3                     | 2                     | 3               | 3                                      | 3           | 2-3                                 |
| Десант                                 | 8                     | 11                    | 7               | 8                                      | 8           | 8-10                                |
| Захищеність лоба, STANAG 4569 Рівень   | 2                     | н/д                   | н/д             | 6                                      | 4           | 6                                   |
| Захищеність бортів, STANAG 4569 Рівень | 2                     | н/д                   | н/д             | 4                                      | 4           | 4                                   |
| Протимінний захист, STANAG 4569 Рівень | 2                     | н/д                   | немає           | 3b                                     | н/д         | 4                                   |
| Автоматична гармата, мм                | 30                    | 30                    | 30              | 30                                     | 25          | 30 / 100 і 30                       |
| Боєкомплект, пострілів                 | 400                   | 350                   | 300             | н/д                                    | 409         | н/д / 22 і 500                      |
| Швидкострільність, пост./хв            | 330                   | 330                   | 330             | н/д                                    | 400         | н/д / 10 і 330                      |
| ПТРК                                   | ПКР «Бар'єр»          | ПКР «Бар'єр»          | немає           | Spike-LR                               | немає       | Spike-LR/FGM-148 Javelin/Кастет     |
| Кулемети                               | 1 х 7,62-мм КТ        | 1 х 7,62-мм КТ        | 1 х 7,62-мм ПКТ | 1 x 7,62-мм MG3                        | 1 х 7,62-мм | 1 х 7,62-мм UKM-2000C               |
| Додаткове озброєння                    | 1 х 30-мм АСГ КБА-117 | 1 х 30-мм АСГ КБА-117 | немає           | 1 х 40-мм АСГ HK GMG (замість гармати) | немає       | немає                               |
| Потужність двигуна, к. с.              | 500                   | 325                   | 300             | 720                                    | 550         | 480-543                             |
| Питома потужність, к. с./т             | ~25,0                 | 19,7                  | 19,5            | 21,8                                   | 21,5        | 17,8-31,9                           |
| Максимальна швидкість, км/год          | 110                   | 100                   | 100             | 100                                    | 100         | 100                                 |
| Запас ходу по шосе, км                 | 690                   | 600                   | 600             | 1050                                   | 550         | 800                                 |
| Прохідний брід, м                      | плаває                | плаває                | плаває          | 1,2-1,5                                | 1,2         | плаває (без додаткового бронювання) |

|  | Швейцарія/ Канада LAV III(LAV 6) | Австрія Pandur II | США Stryker | Італія Iveco SuperAV | Італія Freccia | Сербія Lazar 3 | Туреччина Pars |
|  | -------------------------------- | ----------------- | ----------- | -------------------- | -------------- | -------------- | -------------- |

| Зовнішній вигляд                       |                  |                |                        |           |             |             |             |
| Рік прийняття на озброєння             | 1999(2016)       | 2007           | 2002                   | 2020      | 2009        | 2017        | 2012        |
| Бойова маса, т                         | 16,95(20,6-28,6) | 22,0           | 16,5-19,5              | 26,0-29,0 | 26,0        | 24,3-28,0   | 16,1-26,0   |
| Екіпаж                                 | 3                | 2              | 2                      | 3         | 3           | 3           | 2-3         |
| Десант                                 | 7(8)             | 12             | 9                      | 11        | 8           | 9           | 9-11        |
| Захищеність лоба, STANAG 4569 Рівень   | 6                | 4              | 6                      | н/д       | 6           | 5           | 4           |
| Захищеність бортів, STANAG 4569 Рівень | 4                | 4              | 4                      | н/д       | 4           | 4           | 4           |
| Протимінний захист, STANAG 4569 Рівень | 3(4+)            | н/д            | 4                      | н/д       | 3a          | 3b          | н/д         |
| Автоматична гармата, мм                | 25               | 30             | 30                     | до 40     | 30          | 30          | 30/40       |
| Боєкомплект, пострілів                 | н/д              | н/д            | 156 (ще 264 в корпусі) | н/д       | н/д         | н/д         | 200         |
| Швидкострільність, пост./хв            | н/д              | н/д            | 200                    | н/д       | н/д         | н/д         | 200         |
| ПТРК                                   | —                | —              | немає                  | н/д       | Spike-LR2   | є           | ZT3 Ingwe   |
| Кулемети                               | 1 х 7,62-мм      | 1 х 7,62-мм    | 1 × 7,62-мм M240C      | н/д       | 2 × 7,62-мм | 1 × 7,62-мм | 1 × 12,7-мм |
| Додаткове озброєння                    | —                | 1 x 30-мм MK44 | немає                  | н/д       | —           | немає       | —           |
| Потужність двигуна, к. с.              | 350(450)         | 435            | 350                    | 500-560   | 720         | 500         | 524-711     |
| Питома потужність, к. с./т             | 20,6(15,7-21,4)  | 19,8           | 17,9-21,2              | 17,2-21,5 | 27,7        | 17,9        | 20,1-24,5   |
| Макс. швидкість, км/год                | 100              | 105            | 100                    | 105       | 110         | 110         | 100-115     |
| Запас ходу по шосе, км                 | 450(600)         | 700            | 500                    | 800       | 800         | 800         | 700-1000    |
| Прохідний брід, м                      | 1,2              | плаває         | 1,2                    | плаває    | 1,5         | н/д         | плаває      |

|  | Туреччина Otokar Arma | Ізраїль Ейтан | Південна Корея K808 White Tiger | Сінгапур Terrex | Японія Тип 96 | КНР ZBL-08 | Тайвань CM-34 |
|  | --------------------- | ------------- | ------------------------------- | --------------- | ------------- | ---------- | ------------- |

| Зовнішній вигляд                       |                                                                             |                                               |             |                                                        |                  |                               |                    |
| Рік прийняття на озброєння             | 2010                                                                        | 2023                                          | 2017        | 2010                                                   | 1996             | 2009                          | н/д                |
| Бойова маса, т                         | 24-28                                                                       | 30,0-35,0                                     | 20,0        | 24,0                                                   | 14,6             | 21,0                          | 22,0               |
| Екіпаж                                 | н/д                                                                         | 3                                             | 2           | 2                                                      | 2                | 3                             | 3                  |
| Десант                                 | н/д                                                                         | 9                                             | 10          | 11                                                     | 8                | 8                             | 6                  |
| Захищеність лоба, STANAG 4569 Рівень   | від 12,7-Рівень 4                                                           | 4                                             | н/д         | 4                                                      | н/д              | від 25-мм бронебійних з 1000м | від 12,7-мм        |
| Захищеність бортів, STANAG 4569 Рівень | н/д                                                                         | 4                                             | н/д         | 4                                                      | н/д              | від 12,7-мм зі 100м           | від 7,62-мм        |
| Протимінний захист, STANAG 4569 Рівень | 4b                                                                          | н/д                                           | н/д         | 5b                                                     | н/д              | н/д                           | 5a                 |
| Автоматична гармата, мм                | 100 і 30                                                                    | 30-40                                         | 30          | 25(30)                                                 | немає            | 30(40)                        | 30                 |
| Боєкомплект, пострілів                 | н/д                                                                         | н/д                                           | н/д         | н/д                                                    | немає            | н/д                           | н/д                |
| Швидкострільність, пост./хв            | 10 і 330                                                                    | н/д                                           | н/д         | 200, або 500                                           | немає            | 330                           | 100/200            |
| ПТРК                                   | є                                                                           | Spike                                         | немає       | немає                                                  | немає            | «HJ-73C»                      | немає              |
| Кулемети                               | 1 × 14,5-мм (замість гармати) / 1 × 12,7-мм (замість гармати) / 1 × 7,62-мм | 1 × 12,7-мм M2, 1 × 7,62-мм (замість гармати) | 1 × 7,62-мм | 1 × 7,62-мм                                            | 1 × 12,7-мм M2HB | 1 × 7,62-мм Тип 86            | 1 × 7,62-мм FN MAG |
| Додаткове озброєння                    | 1 × 40-мм автоматичний гранатомет (замість гармати)                         | немає                                         | немає       | 1 × 40-мм CIS-40 (замість гармати), декілька × 7,62-мм | немає            | —                             | немає              |
| Потужність двигуна, к. с.              | 450                                                                         | 750                                           | 420         | 450                                                    | 360              | 440                           | 450                |
| Питома потужність, к. с./т             | 16,0-18,75                                                                  | 21,4-25,0                                     | 21          | 18,75                                                  | 24,7             | 20,9                          | 20,5               |
| Макс. швидкість, км/год                | 105                                                                         | 90                                            | 100         | 105                                                    | 100              | 100                           | 110                |
| Запас ходу по шосе, км                 | 750                                                                         | 1000                                          | 700-800     | 600                                                    | 500              | 800                           | 800                |
| Прохідний брід, м                      | плаває                                                                      | н/д                                           | плаває      | плаває                                                 | 1,2              | плаває                        | плаває             |

## зовнішні посилання
- Офіційний сайт Patria AMV
- Офіційна сторінка LM ACV